# Rechenberg-Bienenmühle
Rechenberg-Bienenmühle település Németországban, azon belül Szászország tartományban. Lakosainak száma 1811 fő (2023. december 31.). Rechenberg-Bienenmühle Český Jiřetín, Osek és Moldava községekkel határos.

## Népesség
A település népességének változása:
| Lakosok száma | 1933 | 1860 | 1791 | 1789 | 1811 |
|               | 2017 | 2019 | 2021 | 2022 | 2023 |